# Terakota
Terakota (italijansko terracotta – 'pečena zemlja', iz latinščine terra cocta ) je vrsta lončenine, glazirana ali neglazirana keramika na osnovi gline, ko je žgano telo porozno. Terakota je izraz, ki se običajno uporablja za skulpturo iz lončenine, pa tudi za različne uporabne predmete, vključno s posodami (predvsem cvetličnimi lončki), cevmi za vodo in odpadno vodo, strešnimi ploščicami, opekami in površinskim okrasjem v gradbeništvu. Izraz se uporablja tudi za naravno, rjavkasto oranžno barvo.
Ta članek govori o terakoti kot mediju v kiparstvu kot v terakotni vojski in grških terakotnih figurah ter arhitekturnem okraševanju. Azijska in evropska skulptura v porcelanu nista zajeti. Glazirana arhitekturna terakota in njena neglazirana različica kot zunanja površina za stavbe sta se v Aziji uporabljali nekaj stoletij prej, preden je v 19. stoletju postala popularna na zahodu. Arhitekturna terakota se lahko nanaša tudi na okrašene keramične elemente, kot so antefiks in obloge, kar je zelo pripomoglo k pojavljanju templjev in drugih stavb v klasični arhitekturi Evrope kot tudi na starodavnem Bližnjem vzhodu.
V arheologiji in umetnostni zgodovini se terakota pogosto uporablja za opisovanje predmetov, kot so figurice, ki niso narejene na lončarskem vretenu. Posoda in drugi predmeti, ki se lahko izdelajo na vretenu (kolesu) iz istega materiala, se imenujejo glinena keramika. Izbira izraza je odvisna od vrste predmeta in ne materiala ali postopka žganja . Tudi nepredelani kosi in izdelki za gradbeništvo in industrijo so verjetneje označeni kot terakota, medtem ko se namizni pribor in druga posoda imenujeta lončena posoda (čeprav včasih terakota, če je neglazirana) ali natančnejši izraz fajansa.

## Izdelovanje in lastnosti
Ustrezna prečiščena glina se oblikuje v želeno obliko. Po sušenju se postavi v peč ali na vrhu gorljivega materiala v jami in nato žge. Tipična temperatura žganja je približno 1000 °C, čeprav je lahko v zgodovinskih in arheoloških primerih le 600 °C. Vsebnost železa, ki reagira s kisikom med žganjem, daje rdečkasto barvo, čeprav se celotna barva zelo razlikuje po odtenkih rumene, oranžne, rumenorjave, rdeče, terakote, rožnate, sive ali rjave. Pri nekaterih predmetih, kot so rimske figurice, je bela barva terakote znana kot glina za pipe, saj je bila ta glina do 19. stoletja bolj priljubljena za izdelavo tobačnih pip. 
Žgana terakota je neprepustna za vodo, vendar lahko površinsko ožiganje telesa pred žganjem zmanjša njegovo poroznost in plast glazure lahko postane neprepustna za vodo. Primerna je za uporabo pod zemljo za vodo pod pritiskom (arhaična uporaba), vrtne lonce ali dekoracijo stavbe v mnogih okoljih, za oljne posode, oljne svetilke ali pečice. Večina drugih uporab, na primer za namizni pribor, sanitarne cevi ali dekoracijo stavb v mrzlih okoljih, zahteva, da je material zastekljen. Terakota, če ni počena, bo zvenela, ko jo rahlo udarimo.
Pobarvana terakota je navadno prvič prekrita s tanko plastjo krede, nato pa pobarvana. Zelo so jo uporabljali, vendar je barva primerna le za uporabo v zaprtih prostorih in je veliko manj trpežna od žgane barve pod keramično glazuro ali v njej. Terakotna skulptura je na zahodu do 18. stoletja zelo redko ostala v svojem "surovem" žganem stanju.

## Zgodovina
Terakota/glinena posoda je bila edina znana vrsta keramike, ki so jo izdelovala zahodna in predkolumbovska ljudstva do 14. stoletja, ko so začela izdelovati uvoženo evropsko kamenino. Terakota se je v zgodovini uporabljala za kiparstvo in lončarstvo, pa tudi za opeko in strešnike. V antičnih časih so bile prve glinene skulpture po oblikovanju posušene (pečene) na soncu. Pozneje so jih postavili v pepel odprtih ognjišč, da bi se strdile in nazadnje so uporabili peči, podobne tistim, ki se danes uporabljajo za keramiko. Vendar pa bi jih lahko po pečenju na visoki temperaturi označili kot keramični material.

## V umetnosti
Arheologi so odkrili ženske terakotne figurice pri izkopavanju v Mohenžo-daru v Pakistanu (3000–1500 pr. n. št.). Skupaj s kamni v obliki falusov prikazujejo neke vrste kulturo rodnosti in vero v boginjo mater. [10] Burneyjev relief je izjemna terakotna plošča iz stare Mezopotamije okrog leta 1950 pred našim štetjem. V Mezoameriki je bila velika večina olmeških figuric v terakoti. Ušabti, pogrebne figurice v starem Egiptu so bile prav tako izdelane iz terakote.
Starogrške tanagrijske figurice so množično izdelovali s kalupi in jih nato žgali, tudi barvali, in so bile v helenističnem obdobju cenovno dostopne in pogosto povsem dekorativne. Grške terakotne figure so vključevale tudi večja in kakovostnejša dela, kot je Afrodita Heyl. Tudi Rimljani so ustvarili številne majhne figurice, pogosto verske. Etruščanska umetnost je pogosto uporabljala terakotno kamnino tudi za večje kipe, kot sta skoraj v naravni velikosti Apolon in Sarkofag zakoncev. Campanovi reliefi so starorimski  terakotni reliefia, ki so bili prvotno večinoma uporabljeni za izdelavo frizov za zunanjost zgradb kot cenejši nadomestek za kamen.
Indijske skulpture so močno izkoriščale terakoto že od indske civilizacije (kamnito in kovinsko kiparstvo je precej redko) in v bolj dovršenih območjih je v veliki meri nadomestila modeliranje z uporabo kalupov v 1. stoletju pred našim štetjem. To je omogočalo sorazmerno velike figure, skoraj naravne velikosti, zlasti v obdobju guptskega imperija in stoletjih, ki so sledila. Številne močne lokalne tradicije terakotne ljudske skulpture ostajajo dejavne še danes, kot so bankurski konji.
Predkolonialna zahodnoafriška skulptura je tudi široko uporabljala terakoto.  Regije, ki so najbolj znane po izdelavi terakotne umetnosti v tistem delu sveta, so kultura Nok osrednje in severne osrednje Nigerije, kulturna os Ife/Benin v zahodni in južni Nigeriji (tudi izredno nenavadno naturalistična skulptura) in kulturno območje Ibojev vzhodne Nigerije, ki se odlikuje po terakotni lončarski posodi. Te povezane, a ločene tradicije so dale tudi šole bronaste in medeninaste skulpture na tem območju.
Kitajska skulptura je zelo zgodaj uporabljala terakoto z glaziranjem ali brez njega in barvo. Slavna terakotna vojska cesarja Čin Ši Huangdija, 209-210 pr. n. št., je bila nekoliko netipična, pred dvema tisočletjema pa so bili reliefi bolj pogosti v grobnicah in drugod. Kasnejše budistične figure so bile pogosto izdelane v poslikani in zastekljeni terakoti z luksuznimi skulpturami iz Yixiana, verjetno 1150–1250, zdaj v različnih zahodnih muzejih, med najboljšimi primeri. Grobnice iz dinastije Han so bile pogosto obdelane na notranji steni z opeko, okrašeno na licu. Tehnika je odlit relief. Kasneje so grobnice vsebovale številne zaščitne duhove in živali ter služabnike za posmrtno življenje, vključno s slavnimi konji dinastije Tang; kot poljubna zadeva terminologije se ti po navadi ne imenujejo terakotni. 
Evropska srednjeveška umetnost je do konca 14. stoletja malo uporabljala terakotno skulpturo, ko se je začela uporabljati v naprednih mednarodnih gotskih delavnicah v delih Nemčije . Devica iz Češke na sliki na začetku članka je edinstven primer, znan od tam . Nekaj desetletij kasneje je oživela italijanska renesansa, navdihnjena z izkopanimi klasičnimi terakotami, pa tudi z nemškimi primeri, ki se je postopoma razširila na preostalo Evropo. V Firencah je bil kipar Luca della Robbia (1399/ 1400–1482), ki je ustanovil družinsko dinastijo, usposobljeno za glazirano in poslikano terakoto, zlasti velike rondele, ki so jih uporabljali za okrasitev zunanjosti cerkva in drugih stavb. Uporabljali so isto tehniko kot sodobna majolika in druga glazirana keramika. Drug kipar je Pietro Torrigiano (1472–1528), ki je izdeloval kipe in v Angliji doprsne kipe kraljeve družine Tudorjev. Še en primer italijanskega dela v Angliji so bili neglazirani doprsni kipi rimskih cesarjev na palači Hampton Court, Giovanni da Maiano, 1521. Prvotno so bili poslikani, vendar je to zdaj izgubljeno zaradi vremenskih vplivov.
Neglazirana terakota iz 18. stoletja, ki se je že dolgo uporabljala za predhodne glinene modele ali makete, ki so bili nato žgani, je postala modna kot material za majhne skulpture, vključno s portreti. Bilo je veliko lažje kot rezljanje materiala in omogočalo bolj spontan pristop umetnika . Claude Michel (1738–-1814), znan kot Clodion, je bil vplivni pionir v Franciji. John Michael Rysbrack (1694–1770), flamski portretni kipar, ki je delal v Angliji, je prodal svoje terakotne modele za večja dela v kamnu in delal poprsja le v terakoti. V naslednjem stoletju je francoski kipar Albert-Ernest Carrier-Belleuse izdelal številne terakotne kose, vendar je najbolj znan po Ugrabitvi Hipodameje, ki prikazuje grško mitološko prizorišče ugrabitve Hipodameje na njen poročni dan.

### Arhitektura
Terakotne ploščice imajo dolgo zgodovino v mnogih delih sveta. Številni starodavni in tradicionalni strešni slogi vključujejo bolj izdelane kiparske elemente kot navadne strešne ploščice, kot so kitajska kiparska dekoracija streh in antefiks zahodne klasične arhitekture. V Indiji, Zahodni Bengaliji gradijo posebne terakotne templje s kiparskimi dekoracijami iz istega materiala, kot je glavna opečna zgradba.
V 19. stoletju so arhitekti znova ocenili možnosti terakotne dekoracije stavb, pogosto z debelejšimi kosi terakote in površinami, ki niso ravne. Ameriški arhitekt Louis Sullivan je znan po svoji razgibani zastekljeni terakotni okrasitvi, ki bi jo bilo nemogoče izvesti v katerem koli drugem mediju. Terakota in ploščice so se obširno uporabljale v mestnih stavbah viktorijanskega Birminghama v Angliji. Do leta 1930 je razširjena uporaba betona in modernistične arhitekture v veliki meri končala uporabo terakote v arhitekturi.

## Prednost v kiparstvu
V primerjavi z bronastim kiparstvom terakota uporablja mnogo preprostejši in hitrejši postopek za ustvarjanje končnega dela z veliko nižjimi stroški materiala. Lažja naloga modeliranja, običajno z omejenim obsegom nožev in orodja za leseno oblikovanje, predvsem z uporabo prstov, omogoča umetniku, da sprejme bolj prost in prilagodljivejši način. Majhne podrobnosti, ki bi jih bilo morda nepraktično izrezati v kamen, npr. lase ali obleko, se lahko zlahka dosežejo v terakoti, draperije pa lahko včasih sestavljajo tanke plošče iz gline, ki olajšajo doseganje realnega učinka. 
Za izdelavo številnih enakih kosov se lahko uporabijo kalupi. V primerjavi z marmornato skulpturo in drugimi kamnitimi deli je končni izdelek veliko lažji in je lahko še bolj pobarvan in glaziran za izdelavo predmetov z barvnimi ali trajnimi simulacijami kovinske patine. Robustna trpežna dela za zunanjo uporabo zahtevajo večjo debelino in so težja, z večjo skrbjo pri sušenju, da se preprečijo razpoke, ko se material skrči. Strukturni vidiki so podobni tistim, ki so potrebni za kamnito skulpturo; obstaja omejitev na pritisk, ki ga prenese terakota, nepodprti terakotni kipi pa so omejeni na dobro naravno velikost, razen če je dodana dodatna strukturna podpora. To je tudi zato, ker so velike figure izjemno težke za žganje, preživeli primeri pa pogosto kažejo ugrez ali razpoke.  Yixianske figure so bile izdelane v več kosih in imajo znotraj železne palice, da držijo strukturo skupaj. 
- Redka terakotna podoba Izida obžaluje izgubo Ozirisa (osemnajsta dinastija, Egipt), Louvre, Pariz
- Etruščanski Sarkofag zakoncev, Narodni etruščanski muzej, okoli 520 pr. n. št.
- Bogate 'srednjeveške' ženske: Tanagrijske figurice, antična Grčija, 325–150 pr. n. št., Stari muzej v Berlinu
- Indijske terakotne figure, dinastija Gupta
- Dinastija Han, opečna grobnica, relief
- Britanski muzej, sedeči luohan iz Yixiana, iz yixianske glazirane keramike, verjetno 1150–1250
- Maximilien Robespierre, neglazirano poprsje, Claude-André Deseine, 1791
- Glaziran stavbni okras, Prepovedano mesto, Peking
- Terakotni tempelj, Bišnupur, Indija, znano središče terakotnih templjev
- Hindujski tempelj, 1739, Kalna, Indija
- Terakotni vzorec zunanjosti Kantanagarskega templja, Dinajpur, Bangladeš
- Bell Edison Telephone Building, Birmingham, England.
- Muzej naravoslovne zgodovine v Londonu ima bogato terakotno fasado, značilno za visoko viktorijansko arhitekturo. Rezbarije predstavljajo vsebino muzeja.
- Terakotni konji